# ヘクター山 (南極)
ヘクター山（英: Mount Hector）は、南極のトロヤ山地に属する山。標高は2,225メートル。南緯64度36分、西経63度25分に位置する。ギリシア神話に登場するヘクトールにちなんで命名された。